# The Operation M.D.
I The Operation M.D. (precedentemente The Operation) sono un side project creato da Dr. Dynamite, pseudonimo di Cone McCaslin dei Sum 41, e Dr. Rocco, alter ego di Todd Morse degli H2O e dei Juliette and the Licks. L'album di debutto del gruppo, We Have an Emergency, è stato pubblicato nel febbraio 2007 dalla Aquarius Records, seguito nel 2010 da Birds + Bee Stings.

## Formazione
- Todd Morse (Dr. Rocco) - voce, chitarra, tastiera
- Cone McCaslin (Dr. Dynamite) - basso, voce, tastiera, batteria

### Altri componenti
- Matt Brann - batteria
- Steve Jocz (Dr. Dinero)[1] - batteria (non accreditato)
- Mark Spicoluk (Dr. London)[1] - chitarra (non accreditato)
- Dr. Space[1] - batteria (non accreditato)
- Jason Womack (Dr. Wo)[1] - chitarra (non accreditato)
- Dr. Simpson[1] - batteria (non accreditato)

## Discografia
- 2007 - We Have an Emergency (Aquarius Records, Big Mouth Records)
- 2010 - Birds + Bee Stings (Mouth to Mouth Music, Fontana North)